# 闽半枫荷
闽半枫荷（学名：Semiliquidambar cathayensis var. fukienensis）为金缕梅科半枫荷属下的一个变种。

## 扩展阅读
- 維基物種上的相關：闽半枫荷